# 埃米尔-路易·比尔努夫
埃米尔-路易·比尔努夫（法語：Émile-Louis Burnouf，發音：[emil lwi byʁnuf]；1821年—1907年）是一名19世纪知名的法国印度学家、梵文、希腊文专家和种族学家。他的理论影响了神智论和亚利安理论的发展。他曾任南锡大学文学系教授，从1867年至1875年任雅典法国学校校长。他曾发表了一本《梵文-法文词典》。

## 生平
埃米尔-路易·比尔努夫是西方佛教研究的创始人欧仁·比尔努夫的侄子。他1841年进入师范学院，然后在雅典法国学校学习，1850年通过了《柏拉图的艺术原理》和《海神宗教信仰》论文。1863年出版了《梵文-法文词典》。继他叔叔的后尘他试图把佛教和印度教与西欧古典文化结合到一起。由此他宣称发现了早期亚利安人的信仰系统。
比尔努夫相信只有亚利安人和閃米特人才有真正宗教的气质。
科学证明亚利安人的本来趋向是多神教，而闪米特人则始终奉承一神教的教条。这显然是人类宗教源流的两个大河床。事实证明在西方的亚利安人接受了闪米特人创痛的基督教。整个欧洲是亚利安人和信奉基督教。也就是说虽然他们的渊源和本性是多神教的，但是他们习惯和接受了一个闪米特人发明的教条。
布尔奴夫的理论把亚利安人放在种族阶层的最高点，他的著作中充满了陈见，往往体现出深刻的反犹太主义。他认为“真正的闪米特人”的脑子比亚利安人小：
一个真正的闪米特人长着光滑、末端卷起的头发，强烈的鹰勾鼻子，厚的、向外噘起的嘴唇和发达的四肢，细的小腿和平的脚……他生长迅速，15、16岁的时候生长就结束了。在这个年纪里含智慧器官的颅骨的缝隙已经结合了，在有些情况下甚至完美地融合到一起。从这个时候开始大脑的生长受到限制。亚利安人在生活的任何阶段都不会出现这个或者类似的现象，总之一般发育的人不会有这个现象。指导生命的最后一天内部器官可以继续它的发展和变化，因为他们的颅骨始终保持其灵活性。
比尔努夫用这来解释为什么“我们亚利安人”读《古兰经》的时候会觉得这是一个“下级种族”而反对它、《圣经》“令人吃惊”，但是《梨俱吠陀》“我们当作自己的接受”。
比尔努夫相信希伯來人实际上分两个不同的种族，他们分别信耶洛因和耶和華。前者是闪米特任，而后者则“可能”是亚利安人，“他们的基地位于耶路撒冷以北，在加利利。住在加利利的人和住在南部的人截然不同；他们类似波兰人。”他们与基于耶路撒冷的更加强大的闪米特祭司之间发生冲突。比尔努夫以此来解释为什么耶稣被犹太人反对，而被说希腊语的人接受。
比尔努夫的理论后来被纳粹发展为耶稣是一个亚利安人。
海因里希·施里曼在特洛伊的废墟中发现了卐符号后曾经向比尔努夫咨询过。比尔努夫认为卐是从上面看的一座火的祭坛的象征性图案，因此是亚利安人种的基本标志。施里曼和比尔努夫对这个标志的推广使得它在西方国家成为亚利安的标志。

## 著作
- 《梵语学习方法》（1859年）
- 《薄伽梵歌，印度诗歌》（1861年）
- 《梵文-法文词典》（1863年）
- 《希腊文学史》两卷，（1869年）
- 《雅典传说》（1872年）
- 《日本神话》（1875年）
- 《不同时期的雅典城和雅典卫城》（1877年）
- 《当代天主教》（1879年）
- 《古代論文集》（1879年）
- 《宗教科学》（1885年）
- 《生活与思想》（1886年）